# Новозабарська вулиця
Новозаба́рська ву́лиця — вулиця в Оболонському районі міста Києва, місцевість Пріорка. Пролягає від Лугової до Пріорської вулиці.
Прилучається Радомишльська вулиця.

## Історія
Вулиця виникла в 2-й половині XIX століття під сучасною назвою (від урочища Забара). До середини 80-х років XX століття пролягала до вулиці Миколи Гулака, скорочена у зв'язку з переплануванням.